# Маями
 Тази статия е за града във Флорида.  За града в Аризона вижте Маями (Аризона).  
Маями (на английски: Miami) е град, намиращ се в югоизточната част на Съединените американски щати, в щата Флорида, на брега на Атлантическия океан. Той е вторият по големина град във Флорида и най-голям град в окръг Маями-Дейд с население от 463 347 жители към 2017 г.
Маями е голям финансов, търговски, културен, международен и медиен център. През 2012 г. Маями е класифициран като глобален град клас Алфа-. През 2010 г. е класиран на 7-о място в САЩ и 33-то в света според бизнес дейността си, човешкия капитал, обмена на информация и политическа дейност. През 2009 г. Обединената банка на Швейцария класира Маями като най-богат град в САЩ и 7-и най-богат в света по покупателна способност. Центърът на града има една от най-високите концентрации на международни банки в САЩ и е дом на множество големи национални и международни компании.

## История
Районът на Маями е населяван в продължение на хиляди години от индиански племена. Текеста обитават района около хиляда години, преди да срещнат европейците. Впоследствие се изселват на юг, към остров Куба. 
Открито е индианско село, обитавано от стотици хора, датиращо от 500 – 600 г. пр.н.е. в устието на река Маями.
През 1566 г. адмирал Педро Менендес де Авилес завзема района на залива Бискейн в полза на Испанската империя и основава мисия, но на испанците не се удава да покръстят местните индианци и я изоставят, след около 4 години. По-късно Испания и Великобритания си оспорват Флорида, докато Испания не я прехвърля на наскоро основаните и разширяващи аспирациите си в южна посока, след Покупката на Френска Луизиана, САЩ между 1819 и1821 г., като компенсация за отказа им от претенции към земите на Тексас, затвърден и със значителна сума пари, платени на испанците.  Американците основават Форт Далас като част от замисленото настъпление срещу  редовно подпомагащите и приютяващите бягащи от плантациите на Американския Юг роби, обитаващи блатата индианци-семиноли. Земите в настоящите околности на Маями стават сцена на боевете във Втората семинолска война.
Маями официално е инкорпориран като град на 28 юни 1896 г. с население от малко над 300 души. Името на града (както и на близката едноименната река) произлиза от Маяими, историческото име на езерото Окичоби. Като негов първоосновател се слави Джулия Тътъл, собственица на цитрусови насаждения, родом от Кливланд, известна като известна като „майката на Маями“, заради приносите си към развитието на града, най-значим от които се смята ролята й в разширяването на железницата на магната Хенри Флаглър по източния бряг на Флорида до Маями . Заселниците се възползват от богатите икономически възможности на местността (към края на 19. век, описвана като обещаваща пустош и характеризирана като едно от най-добрите места за строителство във Флорида.) и градчето постепенно се разраства. Големите студове във Флорида от 1894 – 1895 г. ускоряват растежа му, тъй като културите там са единствените в целия щат, които оцеляват. Важно място във възхода му заемат негрите-черноработници. В началото на 20 век мигрантите от Бахамите и негрите съставляват 40% от населението на града.:с. 25 Растежът на тяхното общество е ограничен в малко пространство. Когато земевладелците започват да дават под наем домове на негри, се появяват групи от бели мъже с факли, които посещават семействата и ги предупреждават да се изнесат или ще бъдат бомбардирани.:с. 33 Законите и практиките на расизма и расовата сегрегация силно повлияват на развитието на града. Така например, началникът на полицията в Маями не крие факта, че той, както и много други бели полицаи, членува в Ку Клукс Клан. Тези полицаи редовно прилагат обществени кодове, които са отвъд всякакви писани закони.:с. 53
След Гражданската война, в която Флорида е част от Конфедерацията, притокът на хора от Северните щати се засилва и в периода на икономически бум в Америка през 1920-те години. Маями изживява голям просперитет. Голямата депресия през 1930-те години забавя развитието на града. Когато избухва Втората световна война, Маями става американска база за защита срещу немски подводници. Войната довежда допълнително жители към града – към 1940 г. те са вече над 172 000.
След като Фидел Кастро идва на власт в Куба през 1959 г., много заможни кубинци, но също и различни криминални елементи, както и редица противници на управлението му и близки до предходното на Фулхенсио Батиста потърсват убежище в Маями, допълнително увеличавайки неговото население. Градът развива бизнеси и културни удобства като част от „Новия Юг“. През 1980-те и 1990-те години Южна Флорида претърпява социални проблеми, свързани с война на наркокартелите, имиграция от Хаити и Латинска Америка и мащабните разрушения на урагана Андрю. Расовото и културното напрежение понякога ескалира, но градът се развива през втората половина на 20 век като крупен международен, финансов и културен център и се превръща във втория най-голям град в САЩ с испаноговорещо мнозинство (след Ел Пасо) и най-големия с мнозинство от кубински американци.
Метрополията на Маями нараства от малко над 1000 души до близо 5,5 милиона души за 110 години. Прякорът на града, „Магическият град“ (на английски: The Magic City), идва от бързото му разрастване. Този ежегоден и непрекъснат „магически“ растеж винаги впечатлява посетителите на града.

## Население
Маями е 42-рият най-населен град в САЩ и вторият най-населен във Флорида. Към 2010 г. 58,1% от жителите на града са родени в чужбина, от които 95,4% са родени в Латинска Америка. Според ООН, това е градът с най-голям дял жители, родени извън него.
Растежът на населението на града се дължи основно на вътрешна миграция от други части на страната, главно до 1980-те години, но и на имиграция в периода от 1960-те до 1990-те години. В днешно време имиграцията към Маями значително е намляла. За Маями се счита, че вместо да претопява културите, съставлява мултикултурна мозайка, тъй като голяма част от жителите на града все още пазят чертите на културите си. Цялостната култура на Маями е силно повлияна от голямата концентрация на латиноамериканци и негри, дошли от Карибските острови.
Към 2010 г. 70,2% от жителите на Маями говорят испански вкъщи, докато 22,7% говорят английски. Тъй като англоговорещите продължават да напускат града, очаква се процентът хора, които говорят само английски, да продължи да спада.
Най-изповядваната религия в града е християнството (68%).
| Етнически състав на Маями през годините | Етнически състав на Маями през годините | Етнически състав на Маями през годините | Етнически състав на Маями през годините | Етнически състав на Маями през годините | Етнически състав на Маями през годините | Етнически състав на Маями през годините |
| --------------------------------------- | --------------------------------------- | --------------------------------------- | --------------------------------------- | --------------------------------------- | --------------------------------------- | --------------------------------------- |
| Година                                  | Бели (включително бели латиноси)        | Латиноси                                | Негри                                   | Бели (без бели латиноси)                | Други                                   | (от коя да е раса)                      |
| 1910                                    | 58,7%                                   | –                                       | 41,3%                                   | –                                       | 0,1%                                    | –                                       |
| 1920                                    | 68,5%                                   | –                                       | 31,3%                                   | –                                       | 0,1%                                    | –                                       |
| 1930                                    | 77,3%                                   | –                                       | 22,7%                                   | –                                       | 0,1%                                    | –                                       |
| 1940                                    | 78,5%                                   | –                                       | 21,4%                                   | –                                       | 0,1%                                    | –                                       |
| 1950                                    | 83,7%                                   | –                                       | 16,2%                                   | –                                       | 0,1%                                    | –                                       |
| 1960                                    | 77,4%                                   | 17,6%                                   | 22,4%                                   | –                                       | 0,1%                                    | –                                       |
| 1970                                    | 76,6%                                   | 44,6%                                   | 22,7%                                   | 41,7%                                   | 0,4%                                    | 0,3%                                    |
| 1980                                    | 66,6%                                   | 55,9%                                   | 25,1%                                   | 19,4%                                   | 7,8%                                    | 0,5%                                    |
| 1990                                    | 65,6%                                   | 62,5%                                   | 27,4%                                   | 12,2%                                   | 6,4%                                    | 0,6%                                    |
| 2000                                    | 66,6%                                   | 65,8%                                   | 22,3%                                   | 11,8%                                   | 5,6%                                    | 0,7%                                    |
| 2010                                    | 72,6%                                   | 70,0%                                   | 19,2%                                   | 11,9%                                   | 4,2%                                    | 1,0%                                    |

| 1900    | 1910    | 1920    | 1930    | 1940    | 1950    | 1960    |
| ------- | ------- | ------- | ------- | ------- | ------- | ------- |
| 1681    | 5471    | 29 571  | 110 637 | 172 172 | 249 276 | 291 688 |
| 1970    | 1980    | 1990    | 2000    | 2010    |         |         |
| 334 859 | 346 681 | 358 548 | 362 470 | 399 457 |         |         |

## Климат
Климатът в града е тропичен мусонен. Дъждовният сезон започва през юни и се задържа до средата на октомври. През този период е топло и задушно, но топлината често бива облекчавана от следобедни бури или бриз, развиващи се в океана. В периода от средата на август до края на септември градът често е удрян от урагани. Макар торнадата да са рядкост, Маями е ударен от такива през 1925 и 1997 г. Голяма част от площта на града е уязвима към наводнения.
Макар в Маями никога официално да не е регистриран снеговалеж, снежинки прехвърчат в някои части на Маями на 19 януари 1977 г.
| Климатични данни за Маями             | Климатични данни за Маями | Климатични данни за Маями | Климатични данни за Маями | Климатични данни за Маями | Климатични данни за Маями | Климатични данни за Маями | Климатични данни за Маями | Климатични данни за Маями | Климатични данни за Маями | Климатични данни за Маями | Климатични данни за Маями | Климатични данни за Маями | Климатични данни за Маями |
| Месеци                                | яну.                      | фев.                      | март                      | апр.                      | май                       | юни                       | юли                       | авг.                      | сеп.                      | окт.                      | ное.                      | дек.                      | Годишно                   |
| Абсолютни максимални температури (°C) | 31                        | 32                        | 34                        | 36                        | 37                        | 37                        | 38                        | 37                        | 36                        | 35                        | 33                        | 32                        | 38                        |
| Средни максимални температури (°C)    | 24,7                      | 25,6                      | 26,8                      | 28,4                      | 30,6                      | 31,9                      | 32,7                      | 32,8                      | 31,8                      | 30,1                      | 27,6                      | 25,5                      | 29,1                      |
| Средни температури (°C)               | 20,1                      | 21,2                      | 22,6                      | 24,3                      | 26,6                      | 28,2                      | 28,9                      | 29                        | 28,3                      | 26,6                      | 23,8                      | 21,4                      | 25,1                      |
| Средни минимални температури (°C)     | 15,5                      | 16,8                      | 18,3                      | 20,2                      | 22,7                      | 24,4                      | 25,2                      | 25,2                      | 24,7                      | 23,1                      | 20,1                      | 17,2                      | 21,1                      |
| Абсолютни минимални температури (°C)  | −2                        | −3                        | 0                         | 4                         | 10                        | 16                        | 19                        | 19                        | 17                        | 7                         | 2                         | −1                        | −3                        |
| Средни месечни валежи (mm)            | 41,1                      | 57,2                      | 76,2                      | 79,8                      | 135,6                     | 245,6                     | 165,1                     | 225,6                     | 250,4                     | 160,8                     | 83,1                      | 51,8                      | 1572,3                    |
| Средно количество слънчеви часове     | 219.8                     | 216.9                     | 277.2                     | 293.8                     | 301.3                     | 288.7                     | 308.7                     | 288.3                     | 262.2                     | 360.2                     | 220.8                     | 216.1                     | 3154                      |
| ------------------------------------- | ------------------------- | ------------------------- | ------------------------- | ------------------------- | ------------------------- | ------------------------- | ------------------------- | ------------------------- | ------------------------- | ------------------------- | ------------------------- | ------------------------- | ------------------------- |
| Източник: NOAA                        |                           |                           |                           |                           |                           |                           |                           |                           |                           |                           |                           |                           |                           |

## Икономика
Маями е голям търговски и финансов център и има силна международна бизнес общност. Поради близостта му до Латинска Америка, в Маями имат седалища много латиноамерикански компании. Градът е важен център за телевизионни продукции и е най-важният в САЩ за медиите на испански език. Маями е и голям звукозаписен център с множество лейбъли, а много музикални и филмови звезди избират именно него за заснемане на клиповете си.
В началото на 20 век градът наблюдава бум на недвижимите имоти, през който период в него се строят множество високи сгради, което от своят страна води увеличаване на населението в централните части. Пазарът на имотите обаче се срива през 2007 г., което причинява криза в района. През 2012 г. списание Форбс определя Маями като най-мизерният град в САЩ, поради тежката имотна криза, заради която много жители на града губят домовете и работите си. Градската зона има едни от най-високите нива на престъпност в страна, а работници са изправени пред дълги ежедневни пътувания до работното си място. Както на повечето места в САЩ, престъпността в Маями е локализирана в определени квартали. В проучване от 2016 г. на 24/7 Wall Street, Маями е оценен като най-лош град за живеене в САЩ, основавайки се на престъпността, бедността, неравностите в доходите и високите цени на имотите, които многократно надхвърлят средните за страната.
Международно летище Маями и пристанище Маями са сред най-натоварени точки на влизане към страната, особено за товари от Южна Америка и Карибския басейн. Пристанището на града е най-натовареното круизно пристанище на света, а летището е най-голямата порта към САЩ от Латинска Америка.
Туризмът също е важен отрасъл в Маями. Плажовете, конвенциите, фестивалите и събитията на града привличат над 38 милиона посетители годишно. Кварталът Маями Бийч е известен като един от най-бляскавите в света, заради нощните му клубове, плажове, исторически сгради и магазини.
В западните покрайнини на града са развити каменоломната и складовата промишлености.

## Побратимени градове
- Агадир, Мароко
- Аман, Йордания
- Анкара, Турция
- Аликанте, Испания
- Баку, Азербайджан.
- Беер Шева, Израел
- Богота, Колумбия
- Буенос Айрес, Аржентина
- Бургас, България
- Варна, България
- Ибиса, Испания
- Кагошима (град), Япония
- Кали, Колумбия
- Кочабамба, Боливия
- Лима, Перу
- Мадрид, Испания
- Манагуа, Никарагуа
- Монтес де Ока, Коста Рика
- Мурсия, Испания
- Ница, Франция
- Порт о Пренс, Хаити
- Рамат Ашарон, Израел
- Салвадор (Бразилия), Бразилия
- Санто Доминго, Доминиканска република
- Сантяго де Чиле, Чили
- Сус (град), Тунис
- Търговище (Румъния), Румъния
- Хелзинки, Финландия
- Циндао, Китай
- Шумен, България

## Личности
Починали
- Томи Боулин (1951 – 1976), рок музикант
- Боб Марли, (1945 – 1981), ямайски музикант
- Исаак Башевис Сингер (1902 – 1991), писател